# SG-1000
La SG-1000 es una consola de videojuegos doméstica fabricada por Sega. Fue la primera entrada de la empresa en el negocio del hardware de videojuegos domésticos. Desarrollado en respuesta a la crisis de las salas de arcade a partir de 1982, el SG-1000 fue creado por consejo de Hayao Nakayama, presidente de la división japonesa de Sega, y fue lanzado el 15 de julio de 1983, el mismo día en que Nintendo lanzó el Family Computer en Japón. También tuvo un lanzamiento limitado en Australia y Nueva Zelanda.
El SG-1000 se lanzó en varias formas, incluida la computadora SC-3000 y el rediseñado SG-1000 II lanzado en 1984. Tanto el SG-1000 como el SC-3000 admiten una biblioteca de 76 juegos de cartuchos ROM y 29 tarjetas Sega My Card.
Una tercera versión de la consola, la Mark III, se lanzó en 1985. Proporcionó un procesador de visualización de video personalizado mejorado con respecto a las versiones anteriores y sirvió como base para Master System en 1986, la primera consola de Sega lanzada internacionalmente. Todos los juegos del SG-1000 son totalmente compatibles con el Mark III y la versión japonesa del Master System.

## Historia
| SG-1000    | SC-3000       |
| SG-1000    | SC-3000       |
| SG-1000 II | Sega Mark III |
| SG-1000 II | Sega Mark III |

A principios de la década de 1980, Sega Enterprises, Inc., entonces una subsidiaria de Gulf and Western, era uno de los cinco principales fabricantes de juegos de arcade activos en los Estados Unidos, y los ingresos de la compañía aumentaron a 214 millones de dólares. Una crisis en el negocio de las salas de juegos que comenzó en 1982 perjudicó gravemente a la empresa, lo que llevó a Gulf and Western a vender su organización norteamericana de fabricación de salas de juegos y los derechos de licencia de sus juegos de salas de juegos a Bally Manufacturing. La compañía retuvo la operación de I+D de Sega en América del Norte, así como su filial japonesa, Sega Enterprises, Ltd. Con su negocio de arcade en declive, el presidente de Sega Enterprises, Ltd., Hayao Nakayama, abogó para que la compañía aproveche su experiencia en hardware para pasar a la consola doméstica. mercado en Japón, que estaba en su infancia en ese momento. Nakayama recibió permiso para proceder.
El primer modelo que se desarrolló fue el SC-3000, una computadora con un teclado incorporado, pero cuando Sega se enteró de los planes de Nintendo de lanzar una consola solo para juegos, comenzaron a desarrollar el SG-1000 junto con el SC-3000. El "SG" en el nombre de la consola es una abreviatura de "Sega Game", y a veces también se hace referencia a la consola como "Mark I". Para mantener los costos bajos y al mismo tiempo garantizar una longevidad suficiente, Sega optó por crear la plataforma a partir de componentes populares disponibles en el mercado.
El SG-1000 se lanzó por primera vez en Japón el 15 de julio de 1983 por ¥15 000. Fue lanzado el mismo día en que Nintendo lanzó Family Computer (Famicom) en Japón. Fue lanzado simultáneamente con el SC-3000, así como con el SC-3000H actualizado. Aunque Sega solo lanzó el SG-1000 en Japón, se lanzaron versiones renombradas en varios otros mercados en todo el mundo. Lanzado casi al mismo tiempo que la versión japonesa, el SG-1000 fue lanzado en Australia a través de John Sands Electronics y en Nueva Zelanda por Grandstand Leisure. La consola también se lanzó en Italia y España, pero no se lanzó en los mercados de videojuegos más grandes de Estados Unidos, Reino Unido o Alemania. A pesar de esto, se produjo y puso a disposición en los Estados Unidos y Taiwán un sistema de clonación no autorizado conocido como Telegames Personal Arcade, que puede reproducir juegos SG-1000 y ColecoVision. Aaronix realizó un lanzamiento adicional del SG-1000 en Taiwán. La consola disfrutó de un breve período de popularidad en Taiwán antes de que clones más baratos de Famicom se apoderaran del mercado.